# Russula pseudopuellaris
Russula pseudopuellaris är en svampart som först beskrevs av Marcel Bon, och fick sitt nu gällande namn av Marcel Bon 1981. Russula pseudopuellaris ingår i släktet kremlor och familjen kremlor och riskor.   Inga underarter finns listade i Catalogue of Life.